# Edington (Somerset)
Edington – wieś w Anglii, w hrabstwie Somerset, w dystrykcie (unitary authority) Somerset. Leży 40 km na południowy zachód od miasta Bristol i 196 km na zachód od Londynu. W 2001 miejscowość liczyła 365 mieszkańców.